# Fekete galagonyacincér
A fekete galagonyacincér (Grammoptera abdominalis) a cincérfélék családjába tartozó, Európában honos, lombos fákon élő bogárfaj. 

## Megjelenése
A fekete galagonyacincér testhossza 5-10 mm. Az előtor oldala íves, az alsó pereménél kiszélesedő; szárnyfedőinek oldalvonalai kb. háromnegyedükig nagyjából párhuzamosak (a hím esetében kissé szűkülő, a nősténynél széttartó). A nőstény testalkata láthatóan szélesebb, vaskosabb. Színe fekete, a potroh vége vörös, felülete szürkés szőrökkel fedett. Csápja teljesen fekete, lábai is feketék, de valamennyi comb töve vörös (gyakori színváltozatában az egész láb fekete). A szőrök ritkásan fedik az előtort, úgyhogy annak finomabb skulptúrája jól kivehető.

## Elterjedése és életmódja
Európában honos, a Pireneusoktól Nyugat-Oroszországig és a Kaukázusig. Magyarország hegyvidékein nem ritka. 
Lárvája lombos fák (elsősorban tölgy, esetleg mogyoró és vadgesztenye, ritkán más fajok) 2-3 cm-es korhadó ágaiban fejlődik, amelyeket lehetőleg a tölgy-kéreghántógomba (Vuilleminia comedens) támadott meg. Többnyire az ág közepében rágnak. Fejlődése egy vagy két évig tart, majd tavasszal bábkamrát készítenek, melynek kijárata a kéreg alá vezet és más cincérektől eltérően nincs törmelékkel eldugaszolva. Az imágó április végétől júniusig rajzik. Nappal aktív és többnyire virágzó galagonyán, berkenyén, somon tartózkodik. 
Magyarországon nem védett.

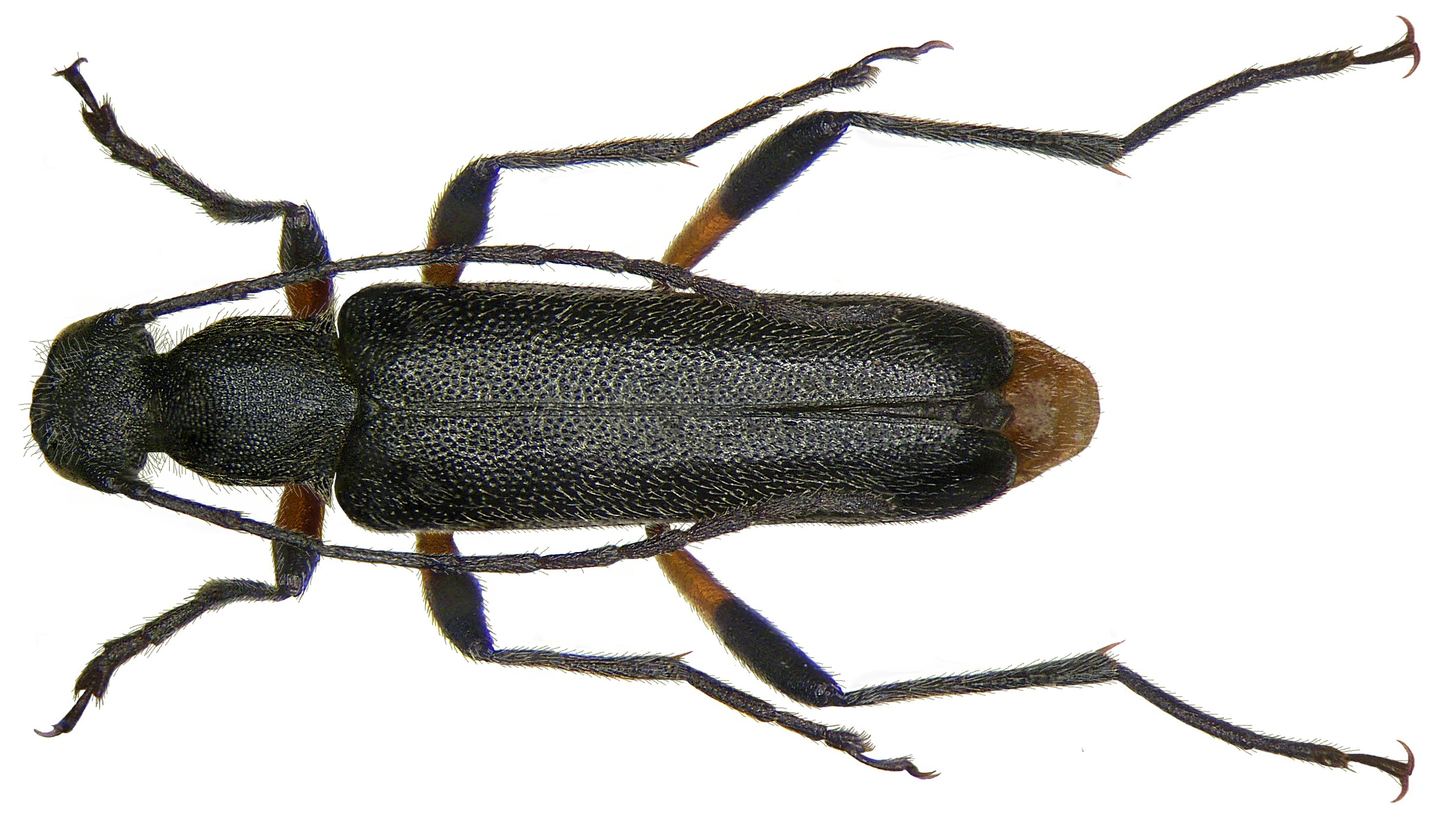
Hím példány
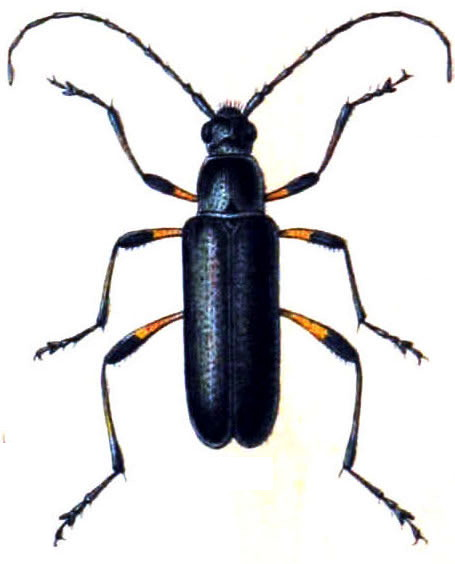